# Bantam (città)
Bantam (in lingua indonesiana Banten) è una città dell'Indonesia sita nella provincia di Banten sulla costa occidentale dell'isola di Giava. È stata un sito importante e anticamente la maggiore città commerciale dell'isola con un porto sicuro nello Stretto della Sonda, nel quale transitava tutto il traffico diretto nell'Oceano Pacifico. La sua posizione, alla foce del fiume Cibanten, consentiva il passaggio di piccoli natanti che realizzavano i trasporti con l'interno dell'isola. 
Come città commerciale, Bantam ricevette una notevole influenza dall'Islam nei primi anni del XVI secolo e fu la sede di un potente sultanato. Successivamente, portoghesi e olandesi si contesero il controllo di Bantam nel corso del XVII secolo. Gli inglesi, che iniziarono a spingersi nelle Indie orientali dal 1600, stabilirono una sede commerciale permanente a Bantam nel 1603. Gli olandesi trovarono che potevano controllare Giakarta con maggiore facilità che Bantam e questo contribuì al suo declino. Sud-Bantam o Bantan-Kidoel o Lebak, fu il luogo in cui operò il protagonista del romanzo Max Havelaar di Multatuli.
Oggi Bantam è un piccolo porto di interesse locale, oscurato dal vicino porto di Merak. La città vanta una grossa comunità di origine cinese.